# Frontone
Frontone település Olaszországban, Marche régióban, Pesaro és Urbino megyében. Lakosainak száma 1218 fő (2023. január 1.). Frontone Cagli, Cantiano, Pergola, Scheggia e Pascelupo és Serra Sant’Abbondio községekkel határos.

## Népesség
A település lakossága az elmúlt években az alábbi módon változott:
| Lakosok száma | 1281 | 1293 | 1218 |
|               | 2017 | 2018 | 2023 |